# Aaron Neville
Aaron Neville (Nueva Orleans, 24 de enero de 1941) es un cantante estadounidense de R&B y soul. A lo largo de su carrera, ha obtenido cuatro álbumes de platino y cuatro Top 10 en los Estados Unidos. Famoso por su voz aguda y suave, ha cosechado éxitos como Tell It Like It Is, Even If my Heart Would Break, Don't Know Much, All My Life (junto a Linda Ronstadt) o una versión del Ave María, utilizada como cortina musical en la película ¡Viven!. Ha ganado cinco premios Grammy y publicado casi veinte álbumes en diferentes géneros musicales.
También ha grabado con sus tres hermanos como los Neville Brothers y es el padre del cantante y teclista Ivan Neville. 

## Biografía
Comenzó a cantar como integrante de los Neville Brothers, sus primeras grabaciones son de la primera mitad de la década de 1960, y fueron arregladas y, en ocasiones, escritas, por Allen Toussaint, para los sellos Minit y Parlo. El primero de sus sencillos en alcanzar resonancia fue "Over You" (Minit, 1960). El primer sencillo de gran éxito de Neville fue "Tell It Like It Is", lanzado en un pequeño sello de Nueva Orleans, Par-Lo, copropiedad del músico y arreglista local George Davis, un amigo de la escuela, y el líder de la banda Lee Diamond. La canción encabezó la lista de R&B de Billboard durante cinco semanas en 1967 y también alcanzó el número 2 en el Billboard Hot 100. Vendió más de un millón de copias y recibió un disco de oro.
Neville lanzó su primer álbum en solitario en 1986 con el lanzamiento independiente Orchid in The Storm. En 1989, Neville se asoció con Linda Ronstadt en el álbum Cry Like a Rainstorm, Howl Like the Wind, que incluía cuatro duetos de la pareja. Entre ellos se encontraban los éxitos ganadores del Grammy "Don't Know Much" y "All My Life". "Don't Know Much" alcanzó el número 2 en el Hot 100 y fue certificado Oro por vender un millón de copias, mientras que el álbum fue certificado Triple Platino por ventas en Estados Unidos de más de tres millones.
Tras el éxito de Cry Like a Rainstorm, Howl Like the Wind, Ronstadt produjo su álbum de 1991 Warm Your Heart, incluido el exitoso sencillo "Everybody Plays the Fool", que alcanzó el número 8. en el Billboard Hot 100 y otro dueto con Ronstadt "Close Your Eyes". Warm Your Heart fue certificado platino en 1997 por más de un millón de ventas en los EE. UU.
Durante 1993 y 1994, Neville amplió su repertorio como artista discográfico y se aventuró a hacer música country. En 1993, lanzó The Grand Tour, que obtuvo discos de platino. El sencillo principal "The Grand Tour", una versión del éxito de 1974 de la leyenda de la música country George Jones, alcanzó el puesto 38 en la lista de sencillos country de Billboard y fue muy aclamado por los fanáticos y la crítica, lo que resultó en un nominación al Premio Grammy a la Mejor Interpretación Vocal Country Masculina en los Premios Grammy en 1994. Posteriormente, publicó otro álbum convertido en platino con canciones de Navidad, Soulful Christmas.
El siguiente proyecto de música country de Neville fue Rhythm, Country and Blues de 1994, un álbum de duetos con artistas de R&B y Country interpretando canciones clásicas de country y R&B. Neville grabó una versión de "I Fall to Pieces" (un gran éxito de Patsy Cline lanzado originalmente en 1961), con Trisha Yearwood que les hizo ganar el premio Grammy a la mejor colaboración country. Como resultado, Neville se convirtió en uno de los únicos artistas discográficos afroamericanos en ganar un Grammy dentro del género Country. En abril de 1994, Neville apareció en Plaza Sésamo para cantar la canción "I Don't Want to Live on the Moon" a dúo con Ernie.
El lanzamiento en 1995 de The Tattooed Heart, con versiones de clásicos de Bill Withers y Kris Kristofferson, se convirtió en disco de oro, mientras que To Make Me Who I Am, de 1997, orientado al pop, incluyó contribuciones de composición de los creadores de éxitos contemporáneos Babyface y Diane Warren, así como dos nuevos dúos con Ronstadt, incluida una versión de "The First Time Ever I Saw Your Face". A este le siguió un álbum de góspel de 2000, Devotion, que encabezó la lista de álbumes de góspel de EE. UU., y uno de jazz, Nature Boy: The Standards Album, que encabezó la lista de álbumes de jazz de EE. UU. El álbum vio a Neville versionando canciones del Great American Songbook, incluido otro dúo de Ronstadt "The Very Thought of You".
En agosto de 2005, su casa en el este de Nueva Orleans fue destruida por el huracán Katrina, aunque él evacuó a Memphis, Tennessee, antes de que llegara el huracán. Al no regresar a la ciudad a principios de 2008, obligó a que el Festival de Jazz y Patrimonio de Nueva Orleans cambiara temporalmente su tradición de que los Neville Brothers cerraran el festival. Sin embargo, los Neville Brothers, incluido Aaron, regresaron para el Jazzfest de 2009, que volvió a su formato tradicional de siete días por primera vez desde Katrina. 
Poco después, Neville grabó un álbum de soul, Bring It On Home... The Soul Classics, lanzado el 19 de septiembre de 2006. El álbum, producido por Stewart Levine, presenta colaboraciones entre Neville y Chaka Khan, Mavis Staples, Chris Botti, David Sanborn, Art Neville y otros. A este le seguirían I Know I've Been Changed, de 2010, My True Story, de 2013 y Apache, de 2016.
En mayo de 2021, Neville, de 80 años, anunció su retiro de las giras, pero aseguró que seguiría grabando álbumes y actuando ocasionalmente en eventos especiales o festivales.